# Lucasium alboguttatum
Espèce
Synonymes
- Diplodactylus alboguttatus Werner, 1910

Lucasium alboguttatum est une espèce de geckos de la famille des Diplodactylidae.

## Répartition
Cette espèce est endémique d'Australie-Occidentale. Elle se rencontre sur la côte ouest.

## Publication originale
- Werner, 1910 : Reptilia (Geckonidae und Scincidae). Die Fauna Südwest-Australiens, G. Fischer, Jena, vol. 2, p. 451-493 (texte intégral).